# Georgi Hristakiev
Georgi Georgiev Hristakiev (en bulgare : Георги Георгиев Христакиев), né le 28 mai 1944 à Stara Zagora et décédé le 4 avril 2016 à Sofia, est un footballeur bulgare. Il évoluait au poste de défenseur.

## Biographie

### En club
Sa carrière en club se déroule de 1962 à 1975, exclusivement en Bulgarie.
Il joue en faveur du Beroe Stara Zagora, du Chepinets Velingrad, du Spartak Plovdiv, du Lokomotiv Sofia, et enfin du Lokomotiv Plovdiv. 
Il se classe troisième du championnat de Bulgarie en 1970 avec le Lokomotiv Sofia.

### En équipe nationale
Georgi Hristakiev est sélectionné à 14 reprises en équipe de Bulgarie entre 1967 et 1974.
Il joue son premier match en équipe nationale le 22 mars 1967 contre l'Albanie, et son dernier le 14 avril 1974 contre le Brésil.
Aux Jeux olympiques d'été de 1968 à Mexico, Georgi Hristakiev remporte la médaille d'argent avec l'équipe bulgare. À cette occasion, il inscrit un but contre l'équipe d'Israël.